# Dianne Whalen
Dianne Whalen (Come By Chance, 3 mei 1951 – St. John's, 3 oktober 2010) was een Canadees politica voor de Progressief-Conservatieve Partij van Newfoundland en Labrador. Ze was achttien jaar lang burgemeester van de gemeente Paradise, totdat ze in 2003 verkozen werd als parlementslid in het Huis van Vergadering van Newfoundland en Labrador. Ze werd onmiddellijk ook provinciaal minister en hield verschillende ministerposten tot haar dood in 2010.

## Levensloop

### Jeugd
Whalen werd in 1951 geboren in het Newfoundlandse dorp Come By Chance, maar groeide een eind verder op in Port Blandford. Circa 1970 verhuisde ze naar Paradise, een residentiële gemeente in de Metropoolregio St. John's.

### Lokale politiek
In 1985 werd ze burgemeester van Paradise. Ze werd bij de lokale verkiezingen meermaals herverkozen en was uiteindelijk achttien jaar lang burgemeester. Ze was lid van diverse raden gerelateerd met de promotie en ontwikkeling van de gemeente. Gedurende haar burgemeesterschap kende Paradise een zeer grote bevolkingstoename en annexeerde het daarnaast ook de buurgemeente St. Thomas. De gemeente groeide in die periode van zo'n 3.000 naar meer dan 10.000 inwoners, waardoor Paradise alom de reputatie kreeg van "snelstgroeiende gemeente in Atlantisch Canada".
Gedurende haar tijd als burgemeester was ze ook voorzitter van de provinciale en de nationale organisatie van steden en gemeenten. Ze diende in vele andere organisaties en raden; zo was ze onder andere voorzitter van de provinciale Hart- en Beroertevereniging en van het gemeentelijke Comité voor Oorlogsherdenking.

### Provinciale politiek
Ze kwam voor het kiesdistrict Conception Bay East–Bell Island op bij de provinciale parlementsverkiezingen van 2003. Ze was een van de populaire kandidaten die er mede voor zorgde dat de Progressief-Conservatieve Partij van Newfoundland en Labrador haar eerste verkiezingsoverwinning in veertien jaar behaalde. De nieuwe premier van Newfoundland en Labrador, Danny Williams, benoemde Whalen daarop tot Minister van Overheidsdiensten in zijn nieuwe regering. Doordat Whalen provinciaal minister werd, zette ze een stap terug als burgemeester.
Na vier jaar als Minister van Overheidsdiensten werd Whalen bij de verkiezingen van 2007 opnieuw verkozen. Williams ging voort als premier en duidde Whalen aan als Minister van Transport en Openbare Werken. Een jaar later volgde een kabinetsherschikking, waardoor Whalen Minister van Gemeentelijke Zaken en Voorbereiding op Noodsituaties werd.
In de herfst van 2009 nam ze ziekteverlof aangezien ze leed aan kanker. In maart 2010 nam ze opnieuw haar taken als parlementslid en minister op. Op 3 oktober 2010 overleed Whalen op 59-jarige leeftijd aan de gevolgen van haar ziekte.

## Herinnering
Aangezien Whalen een belangrijke rol speelde in de groei en ontwikkeling van Paradise, werd de gemeentelijke voetbalsite na haar dood omgedoopt tot het Dianne Whalen Memorial Soccer Complex en werd de toegangsweg erheen de Dianne Whalen Drive genoemd. Het complex is de thuisbasis van de Paradise Soccer Club.